# Jiří Daler
Jiří Daler (ur. 8 marca 1940 w Brnie) – czechosłowacki kolarz torowy i szosowy, mistrz olimpijski oraz czterokrotny medalista torowych mistrzostw świata.

## Kariera
Pierwszy sukces w karierze Jiří Daler osiągnął w 1964 roku, kiedy zdobył brązowy medal w indywidualnym wyścigu na dochodzenie amatorów podczas torowych mistrzostw świata w Paryżu. W zawodach tych wyprzedzili go jedynie Holender Tiemen Groen oraz Belg Herman Van Loo. W tym samym roku wystartował ponadto na igrzyskach olimpijskich w Tokio, zdobywając w tej konkurencji złoty medal. Był to olimpijski debiut tej konkurencji, wobec czego Daler został pierwszym w historii mistrzem olimpijskim w indywidualnym wyścigu na dochodzenie. Na tych samych igrzyskach był ponadto piąty w drużynie, a rywalizację w szosowym wyścigu ze startu wspólnego zakończył na 65. pozycji. Na mistrzostwach świata w San Sebastián w 1965 roku drużyna czechosłowacka w składzie: František Řezáč, Milan Puzrla, Jiří Daler i Miloš Jelínek zdobyła drużynowo brązowy medal. We Frankfurcie Daler zajął ponadto drugie miejsce indywidualnie, ulegając tylko Groenowi. Ostatni medal wywalczył podczas mistrzostw świata w Amsterdamie w 1967 roku, gdzie indywidualnie był trzeci, za Holendrem Gerardem Bongersem i Duńczykiem Mogensem Freyem. W 1968 roku brał udział w igrzysk olimpijskich w Meksyku, gdzie wraz z kolegami zajął piąta pozycję, a indywidualnie był dopiero czternasty. Startował także w wyścigach szosowych, ale bez większych sukcesów.